# All in Good Time
All in Good Time è il nono album registrato in studio dal gruppo canadese Barenaked Ladies (ottavo se si considera Barenaked Ladies Are Me e Barenaked Ladies Are Men un doppio CD), pubblicato il 23 marzo 2010 in Canada e sette giorni dopo negli Stati Uniti. È il primo album senza il cofondatore Steven Page che lasciò il gruppo nel febbraio del 2009 per seguire un progetto solista.
Per quest'album i membri del gruppo prepararono 27 canzoni scritte di cui vennero registrate 18. Jim Creeggan, bassista, e Kevin Hearn, tastierista, rafforzano la loro presenza vocale cantando rispettivamente 3 e 5 canzoni(scritte da loro) lasciando le restanti 10 al nuovo leader Ed Robertson, compensando la mancanza di Page. Tyler Stewart, batterista del gruppo, canta insieme a Robertson in Four Seconds.
Il primo singolo pubblicato è stato You Run Away seguito da Every Subway Car. Quest'ultimo, nella sua versione radiofonica, è rifatto come duetto con la cantante Erin McCarley.

## Nascita
Dopo che Steven Page lascia il gruppo i restanti membri comunicano tramite il loro sito di continuare la loro carriera come Barenaked Ladies.
Cominciano così a registrare insieme al produttore Michael Phillip Wojewoda il 19 maggio 2009.

## Tracce
La versione standard del disco è formata da 14 tracce, disponibile in formato CD, album digitale e in vinile. Quattro canzoni registrate non sono incluse in questa versione; Let There Be Light è un bonus per chi partecipava ai prossimi tour mentre All In Good Time, She Turned Away e Moonstone sono acquistabili solo in formato digitale. La special edition contiene Four Seconds e Another Heartbreak registrate in un Live.
Track List
1. You Run Away (Ed Robertson) 4:22
2. Summertime (Ed Robertson & Ian Lefreuve) 3:51
3. Another Heartbreak (Kevin Hearn) 3:23
4. Four Seconds (Ed Robertson & Ian LeFeuvre) 2:44
5. On The Lookout (Jim Creeggan) 3:31
6. Ordinary (Ed Robertson) 4:09
7. I Have Learned (Ed Robertson) 3:06
8. Every Subway Car (Ed Robertson) 3:49
9. Jerome (Kevin Hearn) 3:22
10. How Long (Ed Robertson) 3:39
11. Golden Boy (Ed Robertson) 3:13
12. I Saw It (Jim Creeggan) 3:50
13. The Love We're In (Ed Robertson) 2:42
14. Watching the Northern Lights (Kevin Hearn) 4:27

Tracce Bonus
1. All In Good Time (Kevin Hearn) 3:08
2. She Turned Away (Jim Creeggan) 4:03
3. Moonstone (Ed Robertson) 3:05
4. Let There Be Light (Kevin Hearn) 3:03
5. Another Heartbreak (Live Acustico) (Kevin Hearn) 3:18
6. Four Seconds (Live Acustico) (Ed Robertson & Ian LeFreuve) 2:58